# Mauregard (Seine-et-Marne)
Mauregard ist eine französische Gemeinde mit 351 Einwohnern (Stand: 1. Januar 2022) im Département Seine-et-Marne in der Region Île-de-France. Sie gehört zum Arrondissement Meaux und zum Kanton Mitry-Mory (bis 2015: Kanton Dammartin-en-Goële). Die Einwohner werden Mauregalois genannt.

## Geographie
Mauregard liegt etwa 26 Kilometer nordöstlich von Paris. Umgeben wird Mauregard von den Nachbargemeinden Chennevières-lès-Louvres im Norden und Nordwesten, Vémars im Norden, Moussy-le-Neuf im Nordosten, Moussy-le-Vieux im Osten und Nordosten, Le Mesnil-Amelot im Osten und Südosten, Tremblay-en-France im Süden, Roissy-en-France im Südwesten sowie Épiais-lès-Louvres im Westen.
Der Flughafen Paris-Charles-de-Gaulle liegt mit seiner östlichen Hälfte im Gemeindegebiet.

## Bevölkerungsentwicklung
| Jahr                      | 1962 | 1968 | 1975 | 1982 | 1990 | 1999 | 2013 | 2006 | 2021 |
| Einwohner                 | 171  | 163  | 198  | 208  | 226  | 237  | 335  | 256  | 358  |
| Quelle: Cassini und INSEE |      |      |      |      |      |      |      |      |      |

## Sehenswürdigkeiten
- Kirche Saint-Jean-Baptiste, 1824 wiedererrichtet

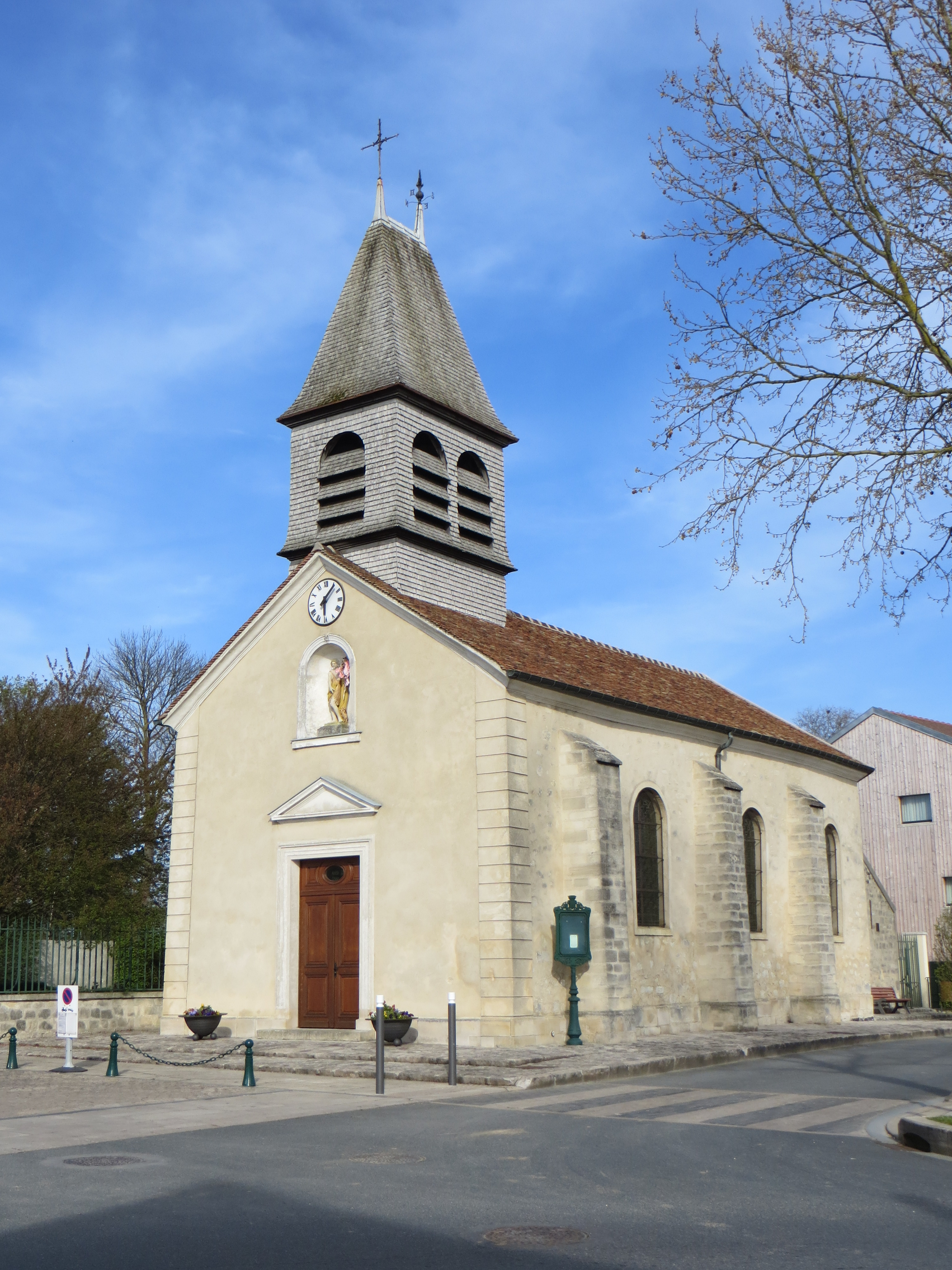
Kirche Saint-Jean-Baptiste